# الانتخابات في جنوب إفريقيا
تُعقد الانتخابات في جنوب إفريقيا لاختيار الجمعية الوطنية، والهيئات التشريعية في المقاطعات، والمجالس البلدية. تُجرى الانتخابات كل خمس سنوات، إذ تُقام الانتخابات العامة بالتزامن مع المحلية، وتتبعها الانتخابات البلدية بعد سنتين.
ينبني النظام الانتخابي على التمثيل النسبي لقوائم الأحزاب، ما يعني أن الأحزاب تُمثَّل بالتناسب مع قاعدتها الانتخابية. في حين يُتّبع نظام التمثيل النسبي المختلط في انتخابات المجالس البلدية، فتختار الدوائر الانتخابية أعضاء المجالس جنبًا إلى جنب مع أسماء المرشحين على قوائم الأحزاب.
في انتخابات الجمعية الوطنية، يجوز لجميع المواطنين جنوب الإفريقيين ممن بلغوا سنّ الثامنة عشرة الإدلاء بأصواتهم، (واعتبارًا منذ انتخابات العام 2014) إضافة إلى مَن هم خارج البلاد. في انتخابات الهيئات التشريعية للمقاطعات أو المجالس البلدية، لا تصحّ سوى أصوات الذين يقطنون في المقاطعة أو البلدية. تضطلع لجنة انتخابات جنوب إفريقيا بإجراء جميع الانتخابات، وهي هيئة مستقلة أنشئت بموجب الدستور.

## تاريخ

### قبل الاتحاد
عند استيلاء المملكة المتحدة على مقاطعة كاب، للمرة الأولى في العام 1795، ثم بصورة دائمة في العام 1806، وجدت في عهدتها مستعمرة زراعية قليلة السكان مترامية الأطراف وتعتمد على عمل العبيد والقوى العاملة المحلية من عرقية الخويخوئيين والذين كان واقع حالهم أشبه ما يكون بالقنانة. في العام 1806، لم يكن مجموع سكان المستعمرة بأكملها يبلغ سوى 80،000 نسمة: 26،768 من البيض، و1200 من السود الأحرار (عبيد عتقاء)، و29،861 من العبيد، و20،426 من الخويخوئيين. منذ بداية استعمارهم، بذل البريطانيون جهودًا دؤوبة لإعادة صياغة ذلك المجتمع من خلال إدخال مبادئ الحرية والمساواة أمام القانون. في العام 1807، أنهت الحكومة البريطانية تجارة العبيد، وفي نهاية المطاف، في العام 1833 حظرت ممارسة العبودية في جميع أنحاء الإمبراطورية.
بتأثير جماعات الضغط الإنسانية في المملكة المتحدة، والتي كانت تعمل بالتنسيق مع الحملات التبشيرية المحلية، أبطلت الحكومة حالة الخويخوئيين الشبيهة بالقنانة من خلال إصدار المرسوم 50 للعام 1828. وفقًا لتوجيهات الحكومة، «جميع أفراد الهوتينتوت (الخويخوئيين) وغيرهم من الأشخاص الملونين القاطنين بشكل قانوني في المستعمرة، مخولون الآن ولاحقًا –بصورة شاملة وكاملة– بجميع الحقوق، والامتيازات، والمزايا القانونية التي يستأهلها جميع رعايا حكومة جلالته، أو قد يستحقونها». عُرف هذا المرسوم باسم «ماجنا كارتا الهوتينتوت». بدا وكأن مساواة جميع الأشخاص –سواءً كانوا بيضًا أم سودًا– أصبحت مضمونة. بالنتيجة، عندما أُسست مجالس البلدة في بلدات المستعمرة وقُراها منذ العام 1836، فإنه أيما فرد ذَكَر يقطن في منزل يبلغ إيجاره السنوي فوق العشر جنيهات أسترلينية، حقّ له التصويت في مجلس البلدة. منذ البداية، استطاع الأفراد الملونون المشاركة في الانتخابات المحلية.
تجذّر مبدأ التصويت غير العنصري هذا عندما مُنحت مقاطعة الكاب حكومة تمثيلية في العام 1853. يُعزى جزء من هذا، بلا شك، إلى الرغبة في منح الخويخوئيين نصيبًا أكبر في النظام السياسي. في العام 1850، انتفض الخويخوئيون في مستعمرة كات ريفير، ورغم إخماد التمرد، فقد بقيت حاضرة في أذهان الموظفين والسياسيين الاستعماريين الذين أُنيط إليهم كتابة دستور العام 1853. وفقًا للمقولة الشهيرة على لسان ويليام بورتر، الحاكم العام لمقاطعة الكاب: «أفضّل ملاقاة الهوتينهوت في الحملة الانتخابية للتصويت لمرشحيهم، على ملاقاتهم في البرية مسلّحين ببنادقهم». بموجب دستور العام 1853، فإنه أيما رجل لديه ممتلكات تبلغ قيمتها 25 باوندًا على الأقل، يحق له التصويت أو الترشح لعضوية برلمان الكاب. بحلول العام 1886، بلغت نسبة أصوات الأفارقة 43% في ستة دوائر انتخابية في الكاب الشرقية، وأصبحوا قوة سياسية وازنة. لم يطل الزمن بالسياسيين البيض حتى راحوا يطعنون بحقوق الملونين والأفارقة في التصويت. في العام 1892، أثار إقرار قانون التصويت والاقتراع، الذي رفع شرط المِلكية من 25 باوندًا إلى 75 باوندًا، أثار ردة فعل غاضبة لدى الناخبين الأفارقة والملونين.
لم تمر تلك التطورات دونما انتقادات أو معارضة. فإن إبطال العبودية وتنفيذ المرسوم 50، وما تبعه من توسيع لنطاق حقوق المواطنين السود، قد سبّب حنقًا شديدًا لدى الفلاحين الهولنديين في مقاطعة الكاب، والذين أحسوا بأن تلك الإجراءات تهدف إلى تقويض نمط حياتهم. منذ العام 1834، بدأ البوير هؤلاء أحد أهم الأحداث المحورية في تاريخ جنوب إفريقيا –الرحلة الكبيرة. انتقل الهولنديون من مقاطعة الكاب أملًا بالابتعاد عن الهيمنة البريطانية وعن الأساليب البريطانية في تنظيم المجتمع. وأسسوا داخل إفريقيا الجنوبي دولًا مستقلة بأنفسهم، جمهورية جنوب إفريقيا المستقلة (ترانزفال) ودولة أورانج المستقلة، واللتين نصّت دساتيرهما على مبدأ عدم المساواة بين البيض والسود في الكنيسة أو الدولة.
بعد حرب البوير الثانية، عقد البيض السلام مع بعضهم بعضًا، وفي أكتوبر من العام 1909 اجتمعوا في المؤتمر الوطني. عُقد المؤتمر في مدينة ديربان، وضم سياسيين من مقاطعة الكاب، وترانزفال، وناتال، ومستعمرة أورانج ريفر، وروديسيا. تمثل هدف المؤتمرين في وضع دستور لاتحاد جنوب إفريقيا، بغية توحيد المستعمرات البريطانية. وهكذا تمخّض المؤتمر عن قانون جنوب إفريقيا.
اقتصرت الدعوة على الرجال البيض للبتّ في مستقبل بلادهم؛ واستُبعدت النساء إضافة إلى جميع المجموعات العرقية الأخرى. كان هذا تصرفًا شاذًا في بعض النواحي. فرغم كل شيء، استحق الرجال السود على أهلية التصويت في الكاب منذ خمسينيات القرن التاسع عشر، وما دام لديهم ما يكفي من ممتلكات، ودخل، وتعليم– أمكنهم التصويت. بحلول العام 1909 كان ثمة 14,388 ناخبًا ملونًا، و6633 ناخبًا إفريقيًا في مقاطعة الكاب. وشكّل هؤلاء بمجموعهم نسبة 14,8% من الناخبين. وفي ناتال أيضًا تمتع الرجال الأفارقة بحق التصويت، لكنه كان مقيدًا بالكثير من الشروط لدرجة جعلته إلى حد ما حقًا نظريًا فحسب. لم يتوجب على الرجال الأفارقة إثبات ملكيتهم، بل كان عليهم أيضًا إثبات أنهم أصبحوا أشخاصًا «متحضرين» لفترة امتدت لسبع سنوات على الأقل. وبعد ذلك، قد يمنحهم الحاكم حق التصويت. كما ذُكر آنفًا، كان على الهنود أيضًا تجاوز العوائق المصممة خصيصًا لمنعهم من حق الاقتراع. في ولاية ترانزفال وأورانج المستقلة، لم يُسمح بالتصويت سوى للرجال البيض.
تبنّت مقاطعة الكاب موقفًا مفاده أن حق التصويت غير العنصري يجب أن ينتشر عبر الاتحاد قيد النقاش. رفضت ترانزفال ودولة أورانج المستقلة هذا المقترح. في نهاية المطاف، توصّلت الأطراف إلى إلى حل وسط بموجبه يبقى نظام التصويت في الكاب على حاله، دون محاولة تصديره إلى بقية البلاد، مع الإصرار على تثبيت هذا التسوية في الدستور ذاته. ووفقًا للحل المطروح، يحتفظ الأفارقة والملونون بمعظم حقوق التصويت الخاصة بهم الممنوحة لهم في الكاب، لكنهم لن يحصلوا عليها في أي مكان آخر من الاتحاد.
تنادى السياسيون الأفارقة والملونون لمقاومة هذه الخطط، ودعوا رئيس وزراء الكاب السابق، ويليام فيليب شراينر، لترأّس وفد إلى المملكة المتحدة للمطالبة بتنفيذ حق التصويت المعمول به في الكاب في جميع أنحاء جنوب إفريقيا، وهو ما فعله شراينر. لكن الوفد لم ينجح في مطالبه، على الرغم من الدعم الكبير الذي قدمه حزب العمال المؤسس حديثًا ومنظمات بريطانية ليبرالية أخرى.